# 太空梭-和平号计划

太空梭-和平号计划的徽章

太空梭-和平号计划（英語：Shuttle–Mir Program）是一个美国和俄罗斯合作的太空计划，其中涉及美国太空梭访问俄罗斯和平号空间站，俄罗斯宇航员乘坐太空梭飞行，和一名美国宇航员乘坐联盟号宇宙飞船前往和平号进行长期考察。
这项计划也被称作“第一阶段”，目的是让美国学习俄罗斯的长时间太空飞行的经验，和促进两国航天机构美国国家航空航天局（NASA）和俄罗斯联邦航天局（Roskosmos）的合作。这项计划也为两国更深层次的航天合作做好了准备，尤其是“第二阶段”国际空间站的建造。这项计划于1993年宣布启动，第一个任务开始于1994年，并持续至预定的完成时间1998年。在7次和平号的长期考察中，有11次太空梭任务、1次联盟号的联合飞行和累计将近1000天的美国宇航员在轨飞行。
在该计划的四年时间里，两国创造了许多航天领域的“第一”，包括美国宇航员第一次乘坐联盟号飞船，在当时组合而成的第一大航天器，和美国宇航员第一次使用俄罗斯航天服进行舱外活动。
这项计划也饱受质疑，尤其是在一次火灾和一次撞击之后的和平号的安全问题，还有资金短缺的俄罗斯航天局的财政问题。尽管如此，这项计划收获了大量的科学知识、建造空间站的技术和开展太空合作项目的经验，也让后续的国际空间站计划进行的更加顺利。

## 背景

“太空梭-礼炮”计划的想象图。一架太空梭与礼炮空间站对接，空间站的尾部还停靠一艘联盟号宇宙飞船。

太空梭-和平号计划的由来最早可以追溯到阿波罗-联盟测试计划，美国的阿波罗号飞船和苏联的联盟号飞船在1975年完成了对接任务。NASA和国际宇宙在20世纪70年代提出开展“太空梭-礼炮”计划，让太空梭与礼炮空间站对接，甚至设想苏联未来的太空梭暴风雪号与美国未来的空间站对接。但是在苏联国际宇航员计划存在的期间，“太空梭-礼炮”计划从未有过实质的进展。
在苏联解体之后，冷战时期开展的太空竞赛也随之结束，20世纪80年代美国计划建造的模块化空间站自由号也被大幅削减经费。类似的航天预算困难也发生在其他国家，这使美国政府在20世纪90年代初与欧洲、俄罗斯、日本、加拿大协商，寻找合作建造多国空间站的机会。继承了苏联太空项目的俄罗斯因苏联解体后的经济崩溃而无力继续开展空间站计划。用来接替和平号的和平二号空间站的建设成了泡影，尽管它的基础模块DOS-8已经建好。上述的种种努力，促使了太空梭-和平号计划的开展，曾经的太空竞争对手成为了合作的伙伴，也为后续国际空间站的合作铺平了道路。

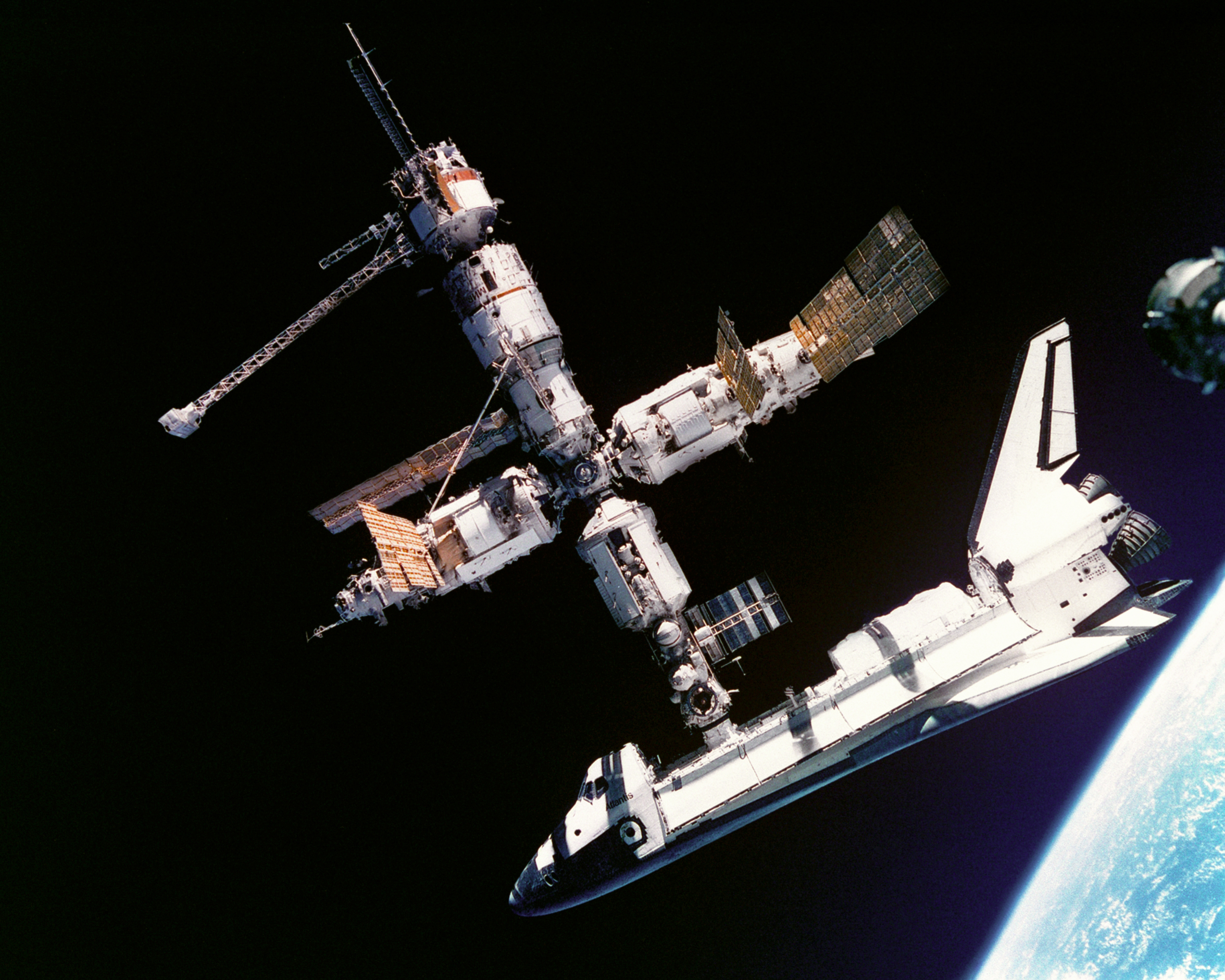
在STS-71任务中，亞特蘭提斯號太空梭与和平号对接。

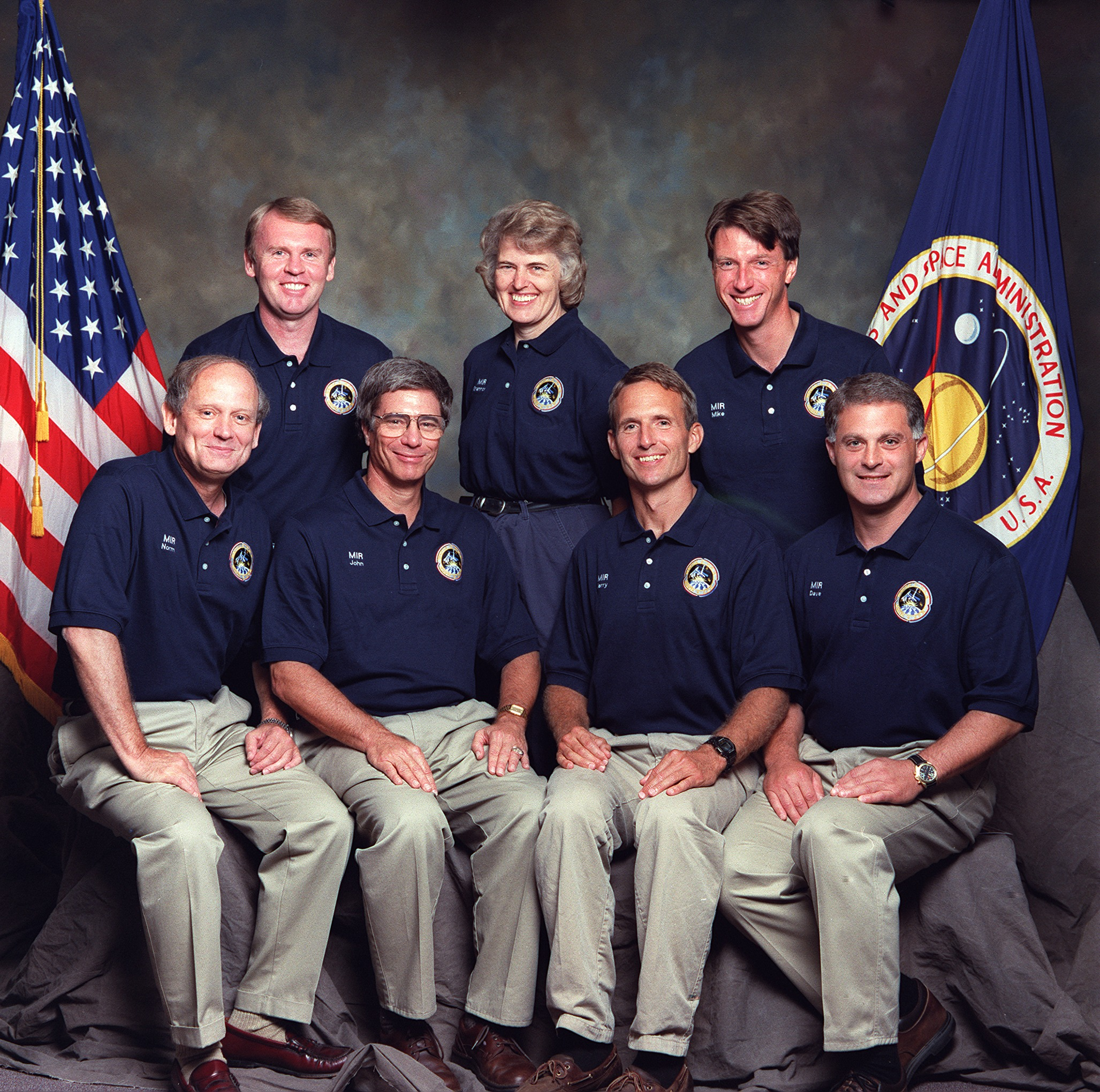
7名长期驻扎在和平号上的美国宇航员

### 和平号空间站
和平号空间站是世界上第一个模块化的空间站，也是人类首个可长期居住的空间研究中心，曾经保持着9年又358天的人类在太空最长连续逗留纪录。
和平号由多个模块在轨道上组装而成，首个模块于1986年2月19日发射升空，其后至1996年的十年时间之中，其他多个模块相继升空。
2000年底，俄罗斯联邦航天局因和平号部件老化且缺乏维修经费，决定将其坠毁。和平号最终于2001年3月23日坠入地球大气层，碎片落入南太平洋海域中。

### 太空梭
太空梭是第一个被设计成部分可重复发射的航天器。太空梭由辅助的运载火箭发射脱离大气层，作为往返于地球与外层空间的交通工具，外形像飞机。
太空梭于1981年4月12日首次发射。NASA一共建造过5架可在轨飞行的太空梭，其中2架在任务中损毁，剩余3架在2011年全部退役。

### 美国远征成员
除了美国太空梭访问和平号空间站，美国还选派了7名宇航员长期驻扎在和平号上。这7名成员分别是：诺曼·萨加德、珊农·露茜德、约翰·布莱哈、杰瑞·林恩格、迈克尔·福尔、大卫·沃夫和安迪·托马斯。这些成员轮流前往俄罗斯星城接受各项训练，包括操控和平号空间站和联盟号宇宙飞船、模拟太空行走训练、学习俄语等。
在远征和平号的期间，美国宇航员在空间站上进行了各种实验，包括种植农作物和种植水晶。除此之外，美国宇航员还协助维护和修理老化的空间站，在此期间和平号经历了数次火灾、碰撞、电力故障、失控螺旋和有毒气体泄露等事故。美国宇航员在和平号空间站上总计飞行了将近1000天的时间，为NASA在长时间太空飞行领域的研究和后续的国际空间站计划积累了宝贵的经验。

## 过程

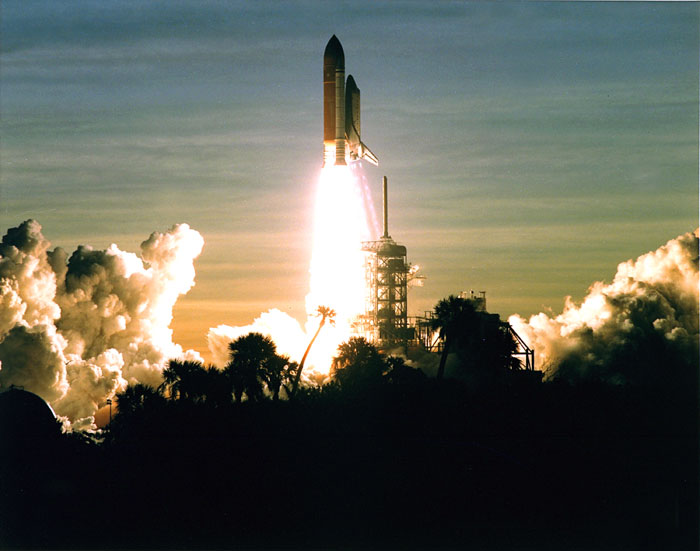
太空梭-和平号计划启动。發現號太空梭发射升空，执行STS-60任务。

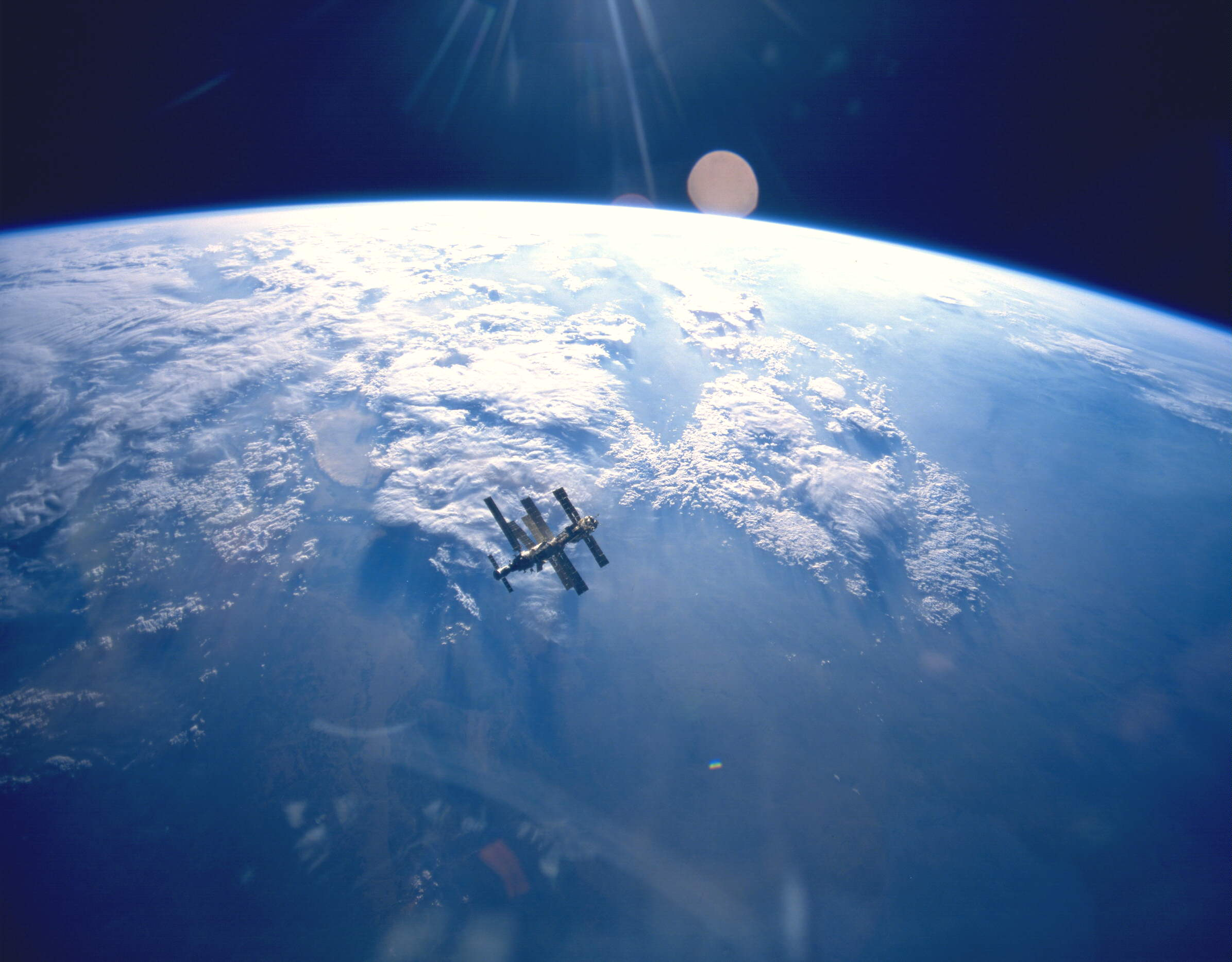
亞特蘭提斯號太空梭在STS-71任务完成后驶离和平号的景象。

安装上和平号对接舱后的对接示意图。

### 新合作的开始（1994年）
太空梭-和平号计划的第一阶段开始于1994年2月3日，發現號太空梭发射升空执行它的第18次任务STS-60。这次为期8天的任务是俄罗斯宇航员（谢尔盖·克里卡列夫）第一次乘坐美国的太空梭，标志着在太空竞赛开始37年后，两国在太空领域增进合作的开端。

### 美国前往和平号（1995年）
1995年2月3日，发现号太空梭发射升空执行STS-63任务，这是太空梭-和平号计划中的第二次太空梭飞行和第一次有女性航天员（艾琳·科林斯）搭乘的飞行。这次任务被称为“接近和平号”任务，为期8天的飞行是太空梭与和平号第一次在太空中近距离会面。搭载有俄罗斯宇航员Vladimir Titov的全体发现号机组成员，与和平号空间站最近只有不到11米的距离。在这次交汇之后，科林斯执行了一个绕空间站飞行的动作。这次任务是为后续的对接任务进行演练。
1995年3月14日，联盟TM-21搭载EO-18远征队前往和平号空间站。机组成员包括俄国宇航员Vladimir Dezhurov、Gennady Strekalov和美国宇航员诺曼·萨加德，萨加德也成为第一位搭乘联盟号宇宙飞船的美国人。在为期115天的远征行程中，光谱号科学实验舱（为美国宇航员提供起居和工作空间的太空舱）由质子运载火箭发射，并与和平号空间站对接成功。光谱号搭载了从美国带来的超过680千克的实验设备。这次远征队的机组人员在STS-71太空梭与空间站对接任务后，搭乘亚特兰蒂斯号返回地球。
1995年6月27日，亚特兰蒂斯号太空梭发射升空执行STS-71任务，这次任务的首要目标就是与和平号对接。6月29日，亚特兰蒂斯号与和平号对接成功，这也是自1975年阿波罗-联盟测试计划以来美国航天器与俄罗斯航天器的首次对接。亚特兰蒂斯号搭载俄国宇航员Anatoly Solovyev和Nikolai Budarin组成的EO-19远征队接替EO-18远征队，并为空间站提供了必要的补给。在亚特兰蒂斯号上的太空实验室里，美俄还联合进行了一项在轨生命科学的研究。

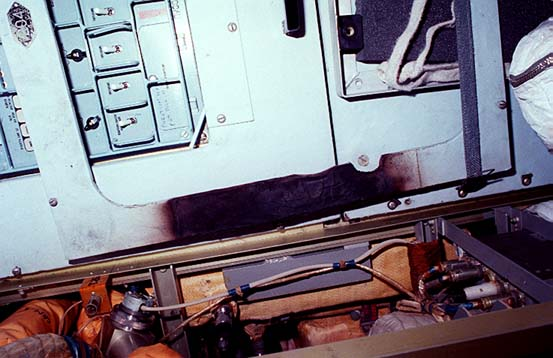
火灾事故后被烧焦的面板

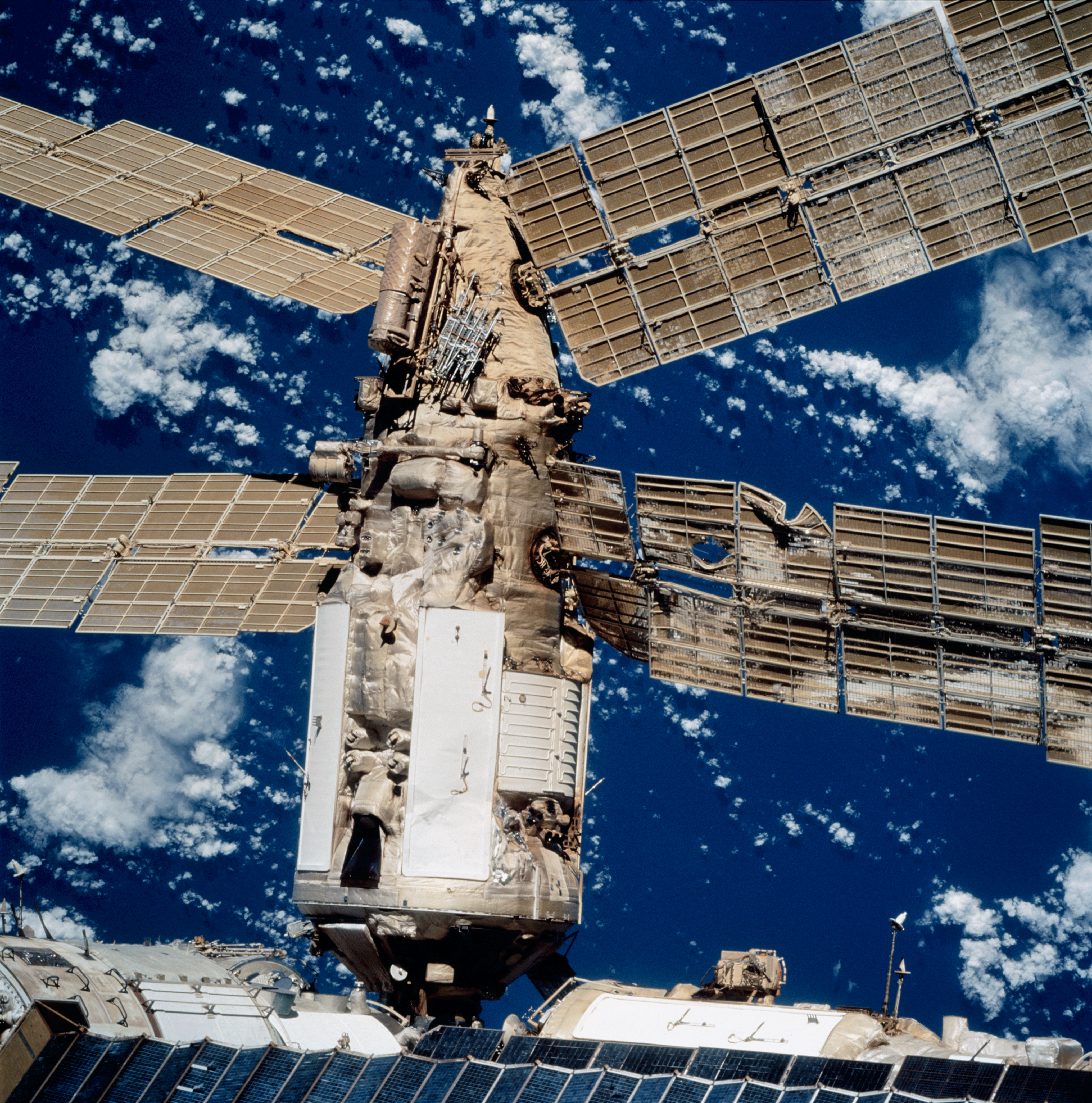
光谱号被进步M-34飞船撞坏。照片由亚特兰蒂斯号在STS-86任务中拍摄

1995年11月12日，STS-74是这一年最后一次太空梭发射任务，亚特兰蒂斯号搭载和平号对接舱和一对崭新的太阳能电池板前往和平号空间站。对接舱的设计目的是为太空梭对接时提供更大的空间，防止太空梭与和平号对接的过程中与太阳能电池板发生碰撞。这个问题在STS-71任务中的解决办法是将晶体号实验舱转移到空间站的其他位置。对接舱附加在晶体号的对接口上，使后续的对接任务不再需要移动晶体号的位置。在这次任务中，太空梭还为空间站补给了将近450千克的水，空间站上的实验样品，包括血液、尿液、唾液，被转移到太空梭带回地球。

### 自然号（1996年）
1996年3月22日，STS-76任务发射。第2位长期驻扎和平号的航天员珊农·露茜德搭乘亚特兰蒂斯号升空，露茜德也成为第1位登上和平号的美国女性。在露茜德预定的6周的行程中，由于航天飞机固体助推器的技术问题的影响，露茜德在和平号上的远征延长到了188天，这也打破了美国宇航员太空飞行的最长时间纪录。在此期间，搭载有1000千克美国科研设备的自然号实验舱成功与空间站对接。露茜德在自然号和光谱号上进行了28项不同的科学实验。

### 火灾与碰撞（1997年）
1997年，EO-23远征队的成员杰瑞·林恩格、瓦西里·齐布利耶夫和亚历山大·拉祖特金遭遇了数次空间站事故，包括一次最严重的火灾，数次站载系统故障，一次测试手动对接的过程中进步号太空船与空间站近距离的碰撞，还有一次空间站完全停电。停电事故让空间站丧失了姿态控制，导致和平号在太空中不受控制的“翻筋斗”。
在和平号发生过数次重大事故之后，美国国会和NASA考虑是否应该为航天员的安全着想而终止太空梭-和平号计划，但时任NASA总管的丹尼爾·戈爾丁决定继续这个计划。
在这一年的任务中，还经历了美国宇航员第一次穿着俄罗斯宇航服进行舱外活动，和俄罗斯宇航员第一次穿着美国宇航服进行舱外活动。

### 第一阶段结束（1998年）
这一年的任务开始于STS-89奮進號太空梭的发射，美国宇航员安迪·托马斯接替大卫·沃夫进行最后一次长期考察。安迪·托马斯驻扎和平号的五个月，被认为是整个第一阶段最顺利的一次远征。在此期间，托马斯进行了27项科学研究，包括地球科学、人类生命科学和微重力研究等领域。1998年6月12日，發現號太空梭STS-91任务搭载托马斯驶离和平号返回地球，这也是太空梭-和平号计划的最后一次任务。

### 第二阶段：国际空间站（1998年－至今）
1998年6月12日，随着发现号的降落，第一阶段落下帷幕。太空梭-和平号计划积累的宝贵经验，和计划期间技术与设备的进步，促进了第二阶段国际空间站的建设。

## 历次任务的徽章

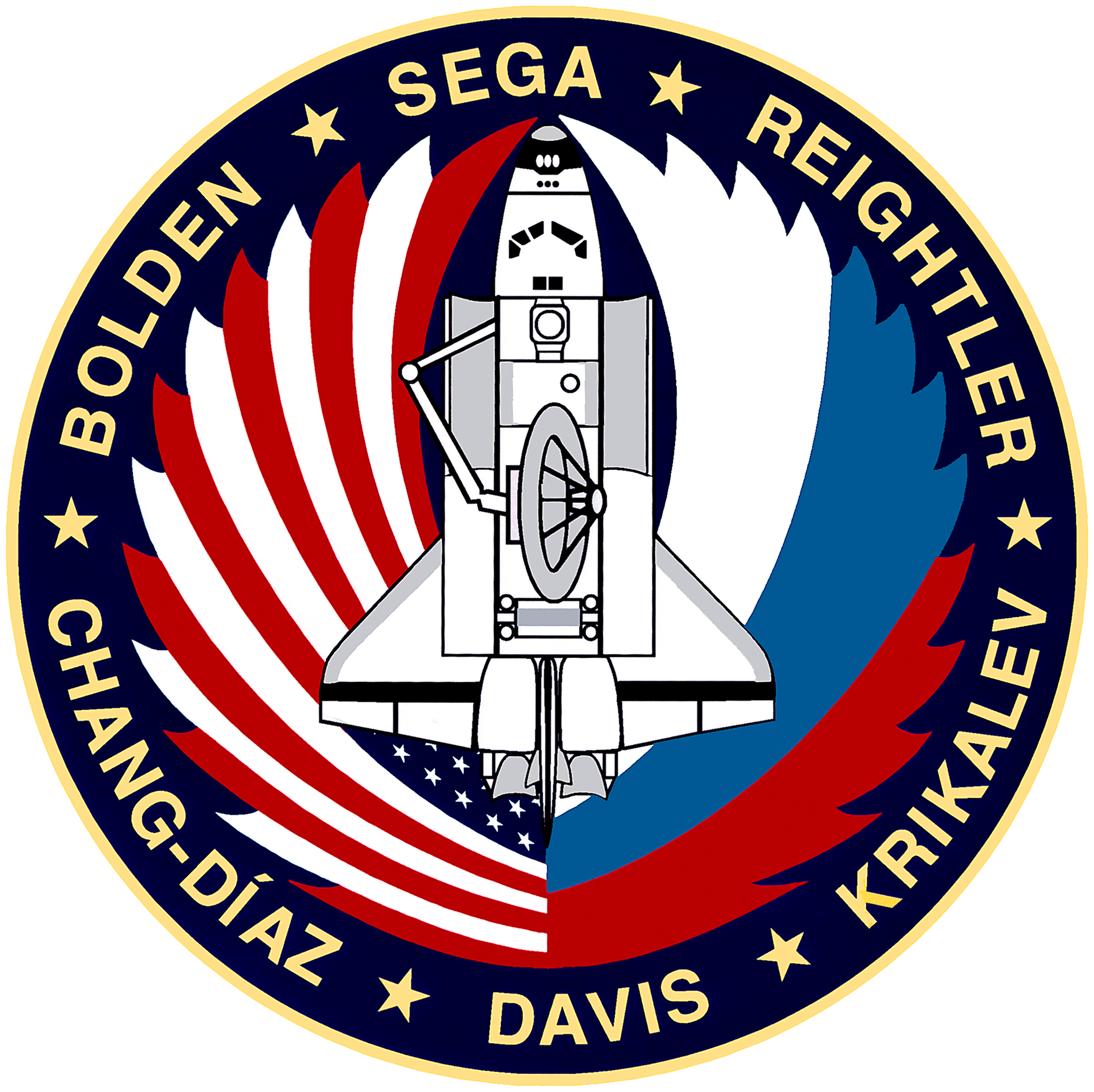
STS-60
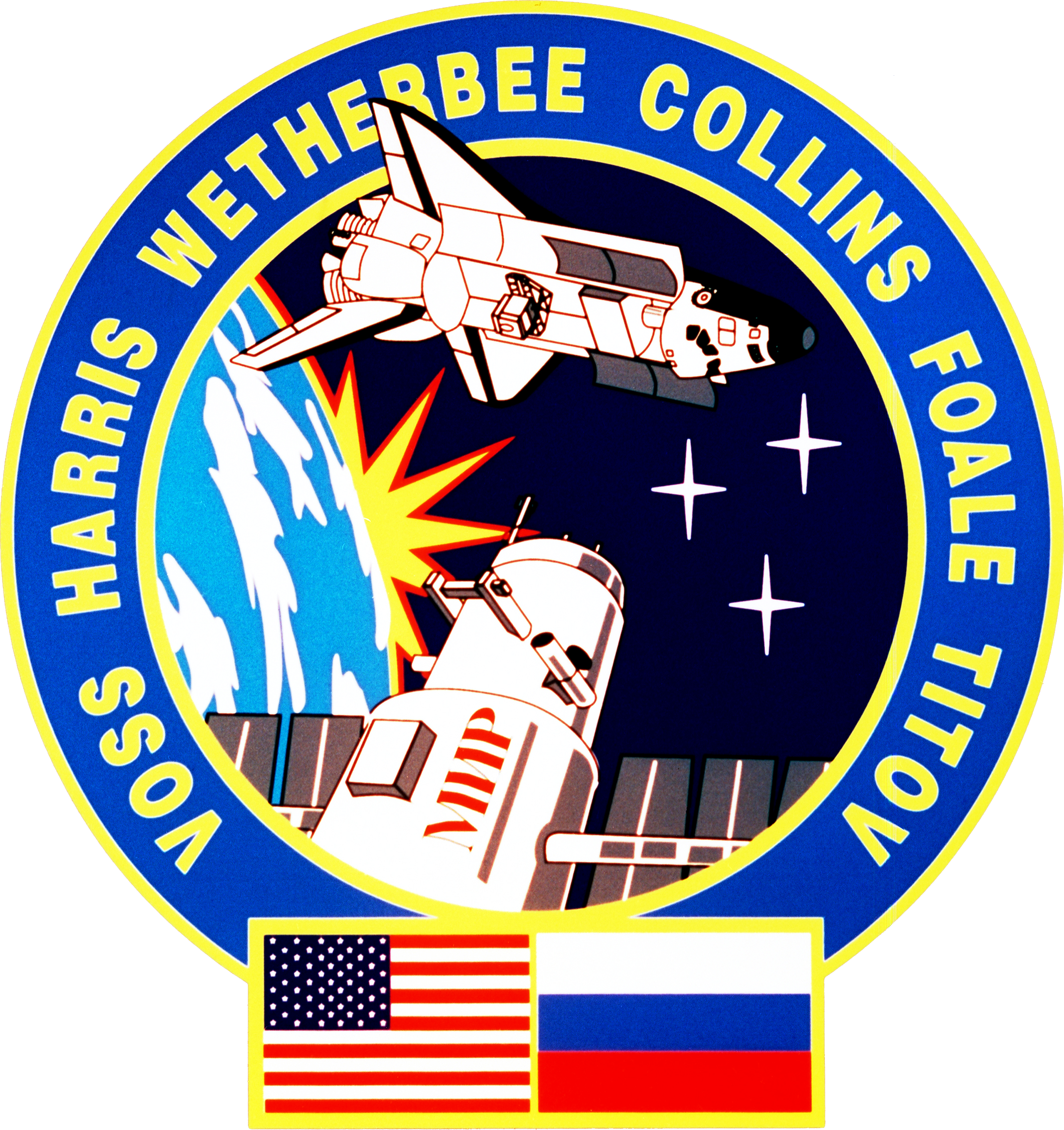
STS-63
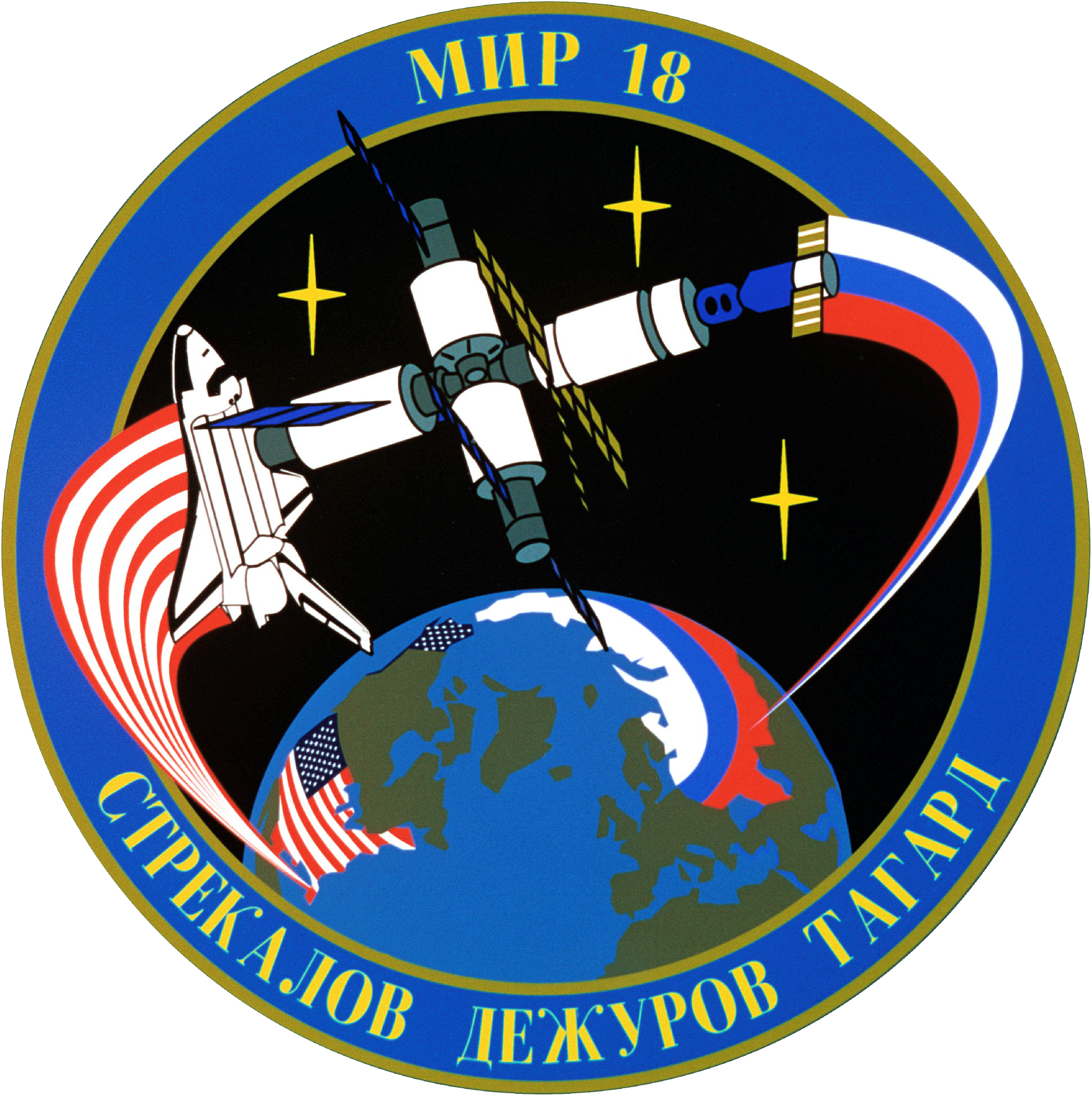
联盟TM-21
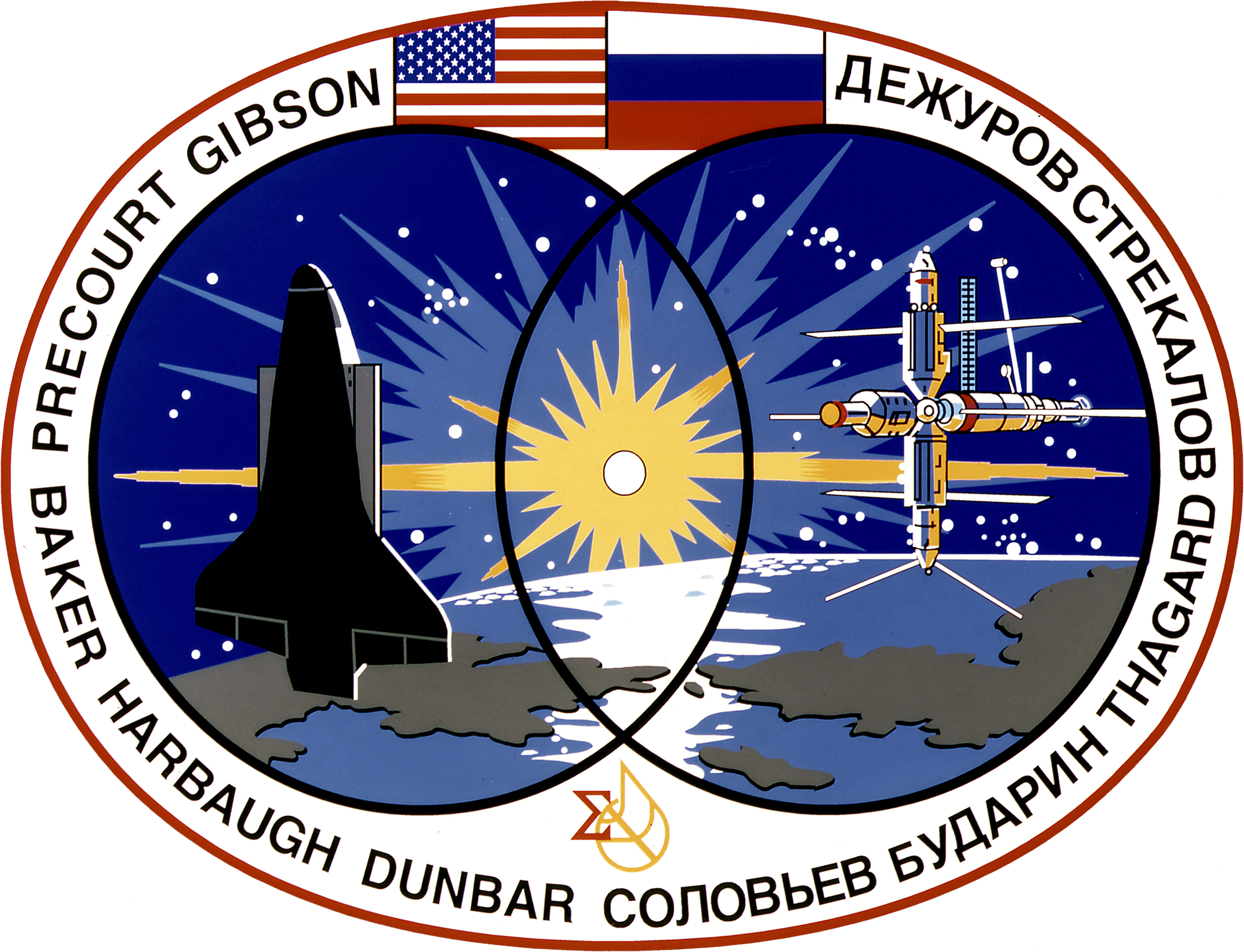
STS-71
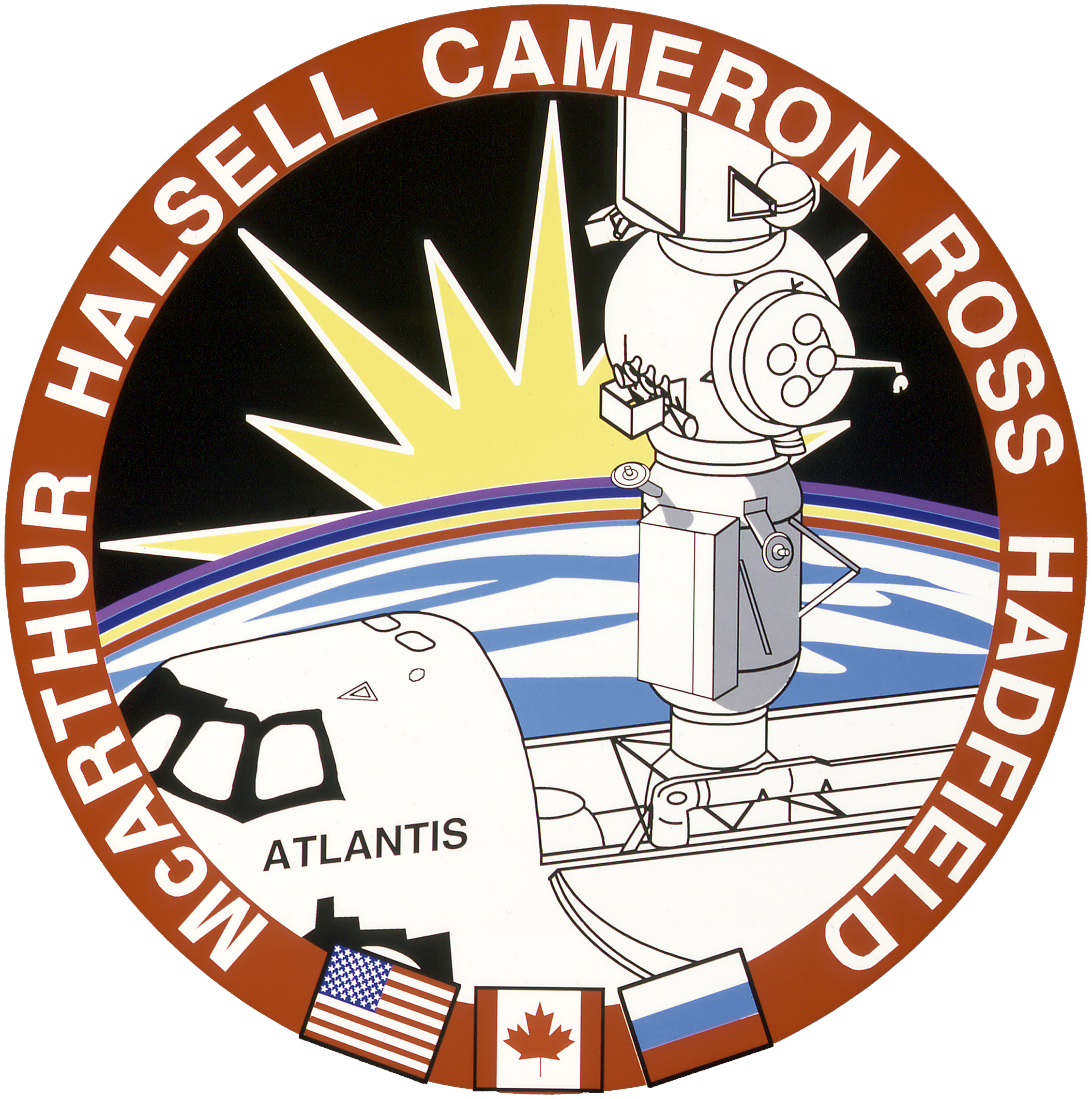
STS-74
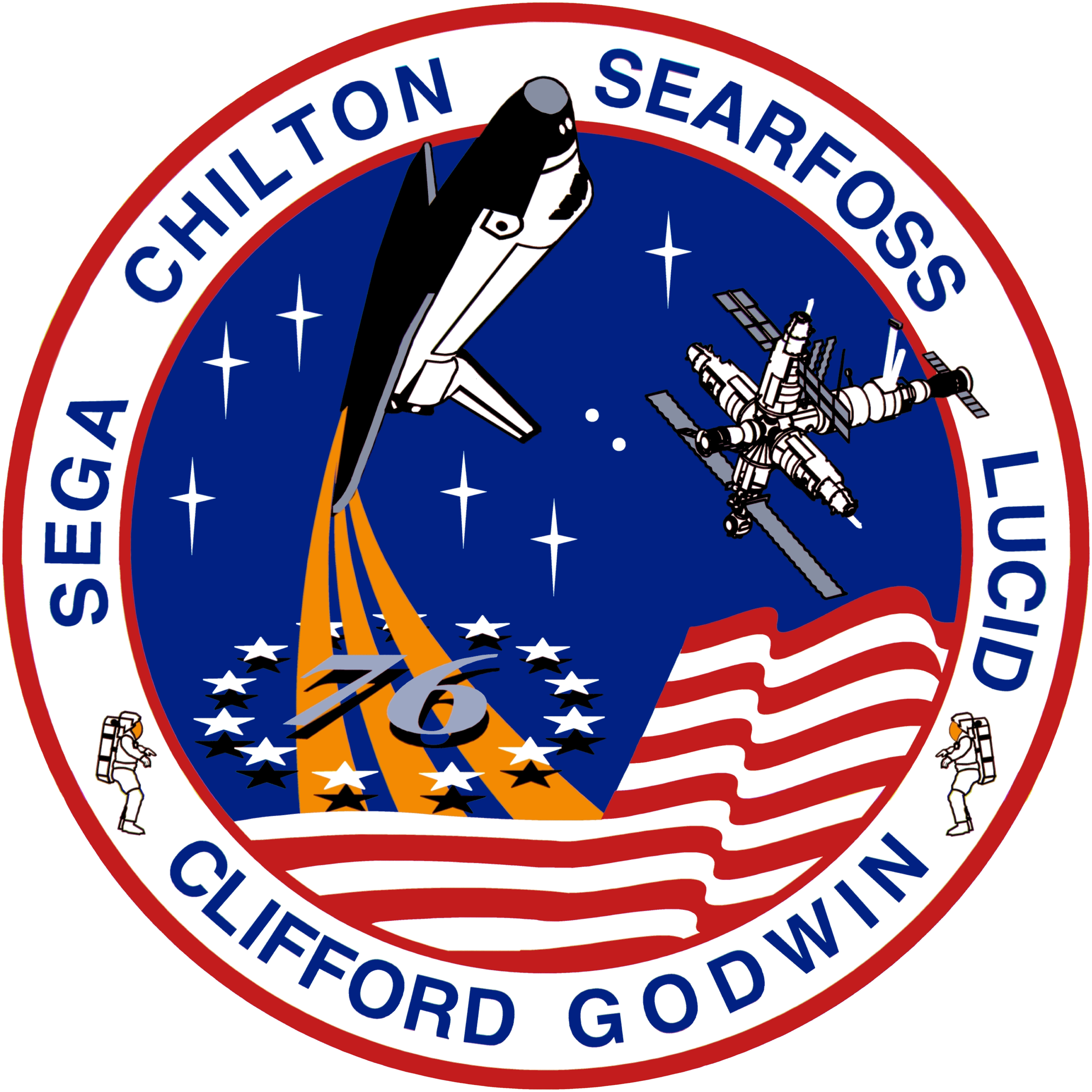
STS-76
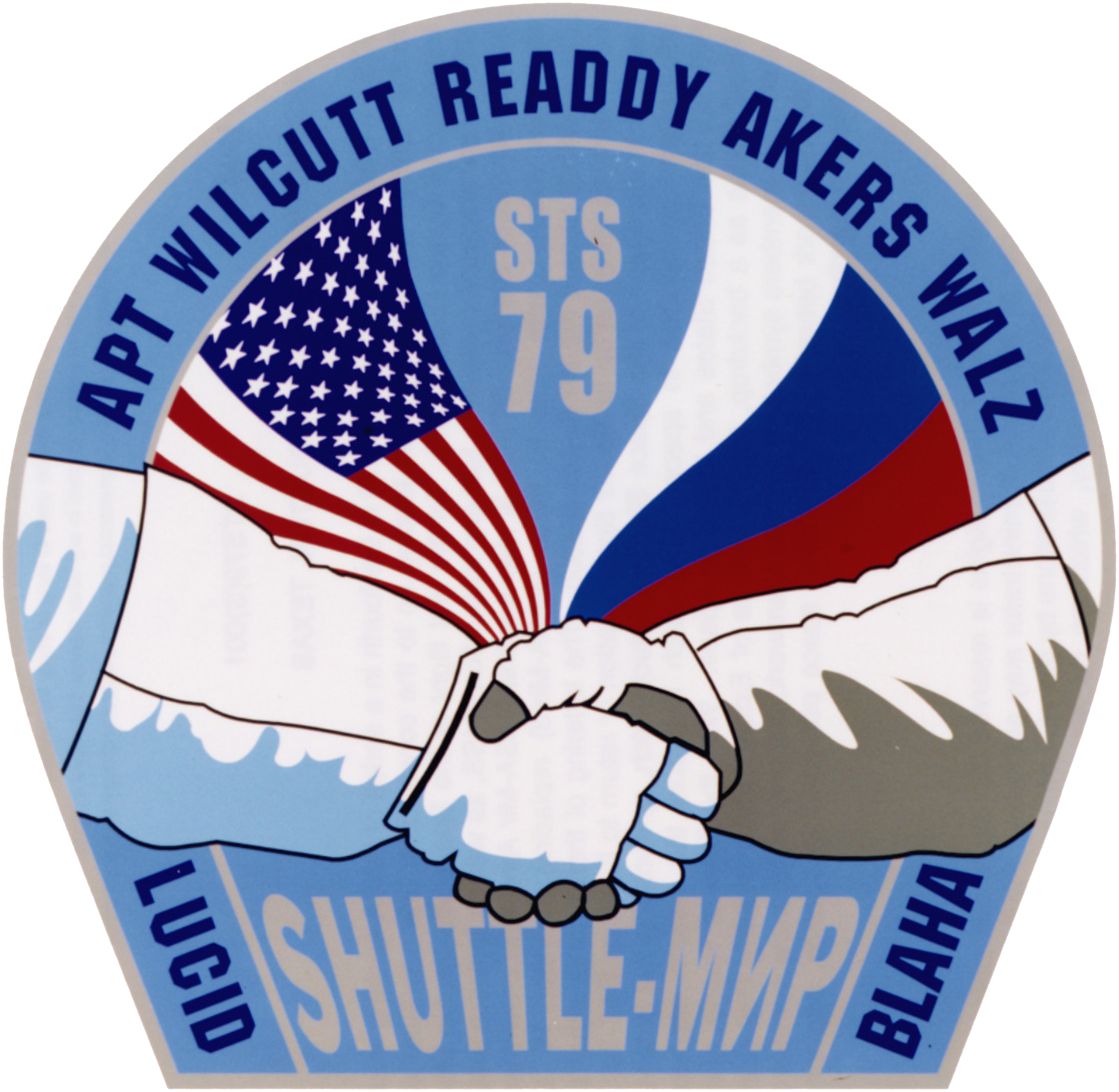
STS-79
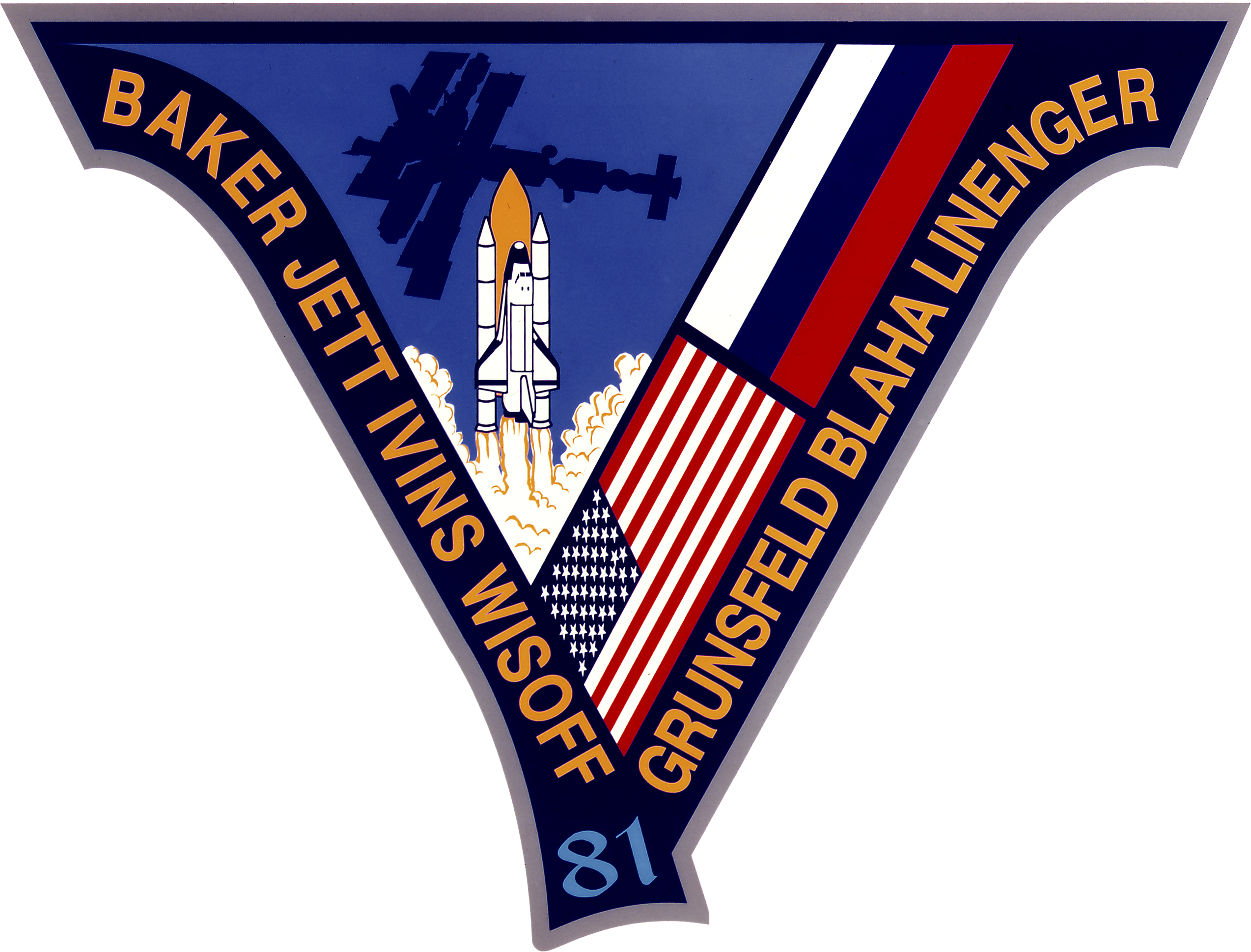
STS-81
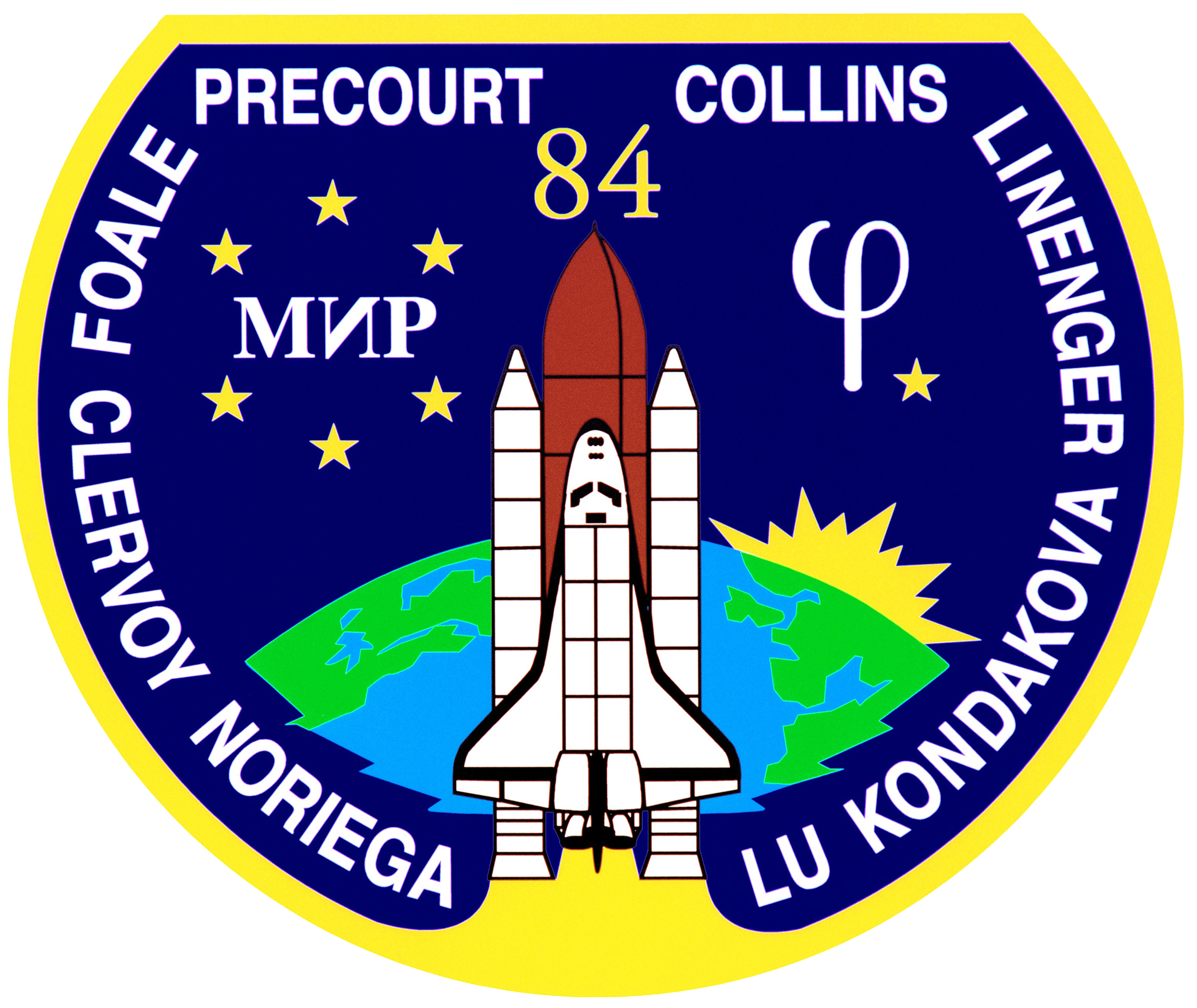
STS-84
STS-86
STS-89
STS-91